# José Saturnino da Costa Pereira
José Saturnino da Costa Pereira (Colônia do Sacramento, 22 de Novembro de 1771 — Rio de Janeiro, 9 de Janeiro de 1852) foi engenheiro, militar e político brasileiro. Era irmão do jornalista Hipólito José da Costa, patrono da imprensa brasileira. Cursou ciências matemáticas na Universidade de Coimbra, entre 1802 e 1806.
Foi presidente de província de Mato Grosso, o primeiro do período imperial, cargo que assumiu em 10 de setembro de 1825, e senador do Império do Brasil, de 1828 a 1852 (o cargo era então vitalício).

## Cuiabá como capital da província de Mato Grosso
A condição para assumir o cargo foi governar a província a partir de Cuiabá, e não de Vila Bela da Santíssima Trindade. A mesma decisão havia sido tomada por João Carlos Augusto de Oyenhausen-Gravenburg, que não conseguiu autorização para transferir a capital, mas mesmo assim governava de Cuiabá. O governante subsequente, Francisco de Paula Magessi Tavares de Carvalho, também se estabeleceu em Cuiabá, e a após a sua saída da província continua a disputa entre as elites de Vila Bela e Cuiabá resultando na formação da Junta governativa mato-grossense de 1821-1823.
O presidente Saturnino acabaria com o problema do déficit da província, que chegavam aos 800 contos de reis em salários atrasados, de pessoal civil e militar, desde o governo de Magessi e que foi agravado pela Junta Governativa. A receita anual da província era de no máximo 40 contos de reis. Os salários somente eram resgatados com um desconto de 95%. A companhia de mineração, criada no governo de Oyenhausen acabaria também seria extinta devido aos prejuízos.
Saturnino deixaria o cardo de presidente da província para assumir a vaga de Senador, sendo o primeiro de Mato Grosso.

## Principais obras publicadas
- Dicionário Topográfico do Império do Brasil - Rio de Janeiro, R. Orgier, 1834.
- Recreação Moral e Científica - 1834-1839.
- Elementos de Lógica - Rio de Janeiro, 1834. 122 p.
- Compêndio de Geografia Elementar - Rio de Janeiro, 1836.
- Elementos de Geodésia - Rio de Janeiro, 1840.
- Lições Elementares de Óptica - Rio de Janeiro, 1841.
- Aplicação da Álgebra à Geometria ou Geometria Analítica - Rio de Janeiro, 1842.
- Elementos de Cálculo Diferencial e de Cálculo Integral - Rio de Janeiro, 1842.
- Elementos de Mecânica - Rio de Janeiro, 1842.
- Elementos de Astronomia e Geodésia - Rio de Janeiro, 1845.
- Plano para Divisão das Comarcas, Cidades, Vilas, Povoações e Paróquias da Província de Mato Grosso  Rio de Janeiro, 1827-1828.